# Phare de la pointe Clark
 (avril 2019).
Si vous disposez d'ouvrages ou d'articles de référence ou si vous connaissez des sites web de qualité traitant du thème abordé ici, merci de compléter l'article en donnant les références utiles à sa vérifiabilité et en les liant à la section « Notes et références ».
Le phare de la pointe Clark (anglais : Point Clark Lighthouse) est un phare du lac Huron près de la localité de Point Clark (en) dans le canton de Huron-Kinloss (en) en Ontario (Canada). Le phare a été désigné lieu historique national en 1966. Il a été acheté en 1967 par Parcs Canada et est utilisé aujourd'hui comme parc historique.

## Histoire
Le phare de la pointe Clark est l'une des six tours impériales (en) construites par le ministère des Travaux publics sur la rive Est du lac Huron et dans la baie Géorgienne durant les années 1850. Sa construction était rendu nécessaire à la suite de la signature d’un accord commercial avec les États-Unis en 1854, à l'ouverture du canal de Sault-Sainte-Marie en 1855 et à l'ouverture de la péninsule Bruce à la colonisation.
Il est situé sur un promontoire et marque la présence d'un haut-fond dangereux du lac Huron. Il a été inauguré en 1859.